# بپ فان کلاورن
بپ فان کلاورن (انگلیسی: Bep van Klaveren; ۲۶ سپتامبر ۱۹۰۷ – ۱۲ فوریهٔ ۱۹۹۲) بوکسور اهل هلند بود.